# 川崎郵便局 (宮城県)
川崎郵便局（かわさきゆうびんきょく）は、宮城県柴田郡川崎町にある郵便局。民営化前の分類では集配特定郵便局であった。

## 概要
住所：〒989-1599 宮城県柴田郡川崎町前川裏丁70-1

## 沿革
- 1875年（明治8年）5月30日 - 川崎郵便局（五等）として開設[1]。
- 1885年（明治18年）10月1日 - 貯金取扱を開始。
- 1896年（明治29年）10月16日 - 為替取扱を開始。
- 1974年（昭和49年）2月27日 - 電話交換業務を大河原電報電話局に移管[2]。
- 1983年（昭和58年）10月1日 - 青根郵便局[3]から和文電報配達業務の一部[4]を移管。
- 1991年（平成3年）10月28日 - 支倉郵便局から集配業務の一部[5]を移管。
- 2007年（平成19年）10月1日 - 民営化に伴い、併設された郵便事業大河原支店川崎集配センターに一部業務を移管。
- 2012年（平成24年）10月1日 - 日本郵便株式会社発足に伴い、郵便事業大河原支店川崎集配センターを川崎郵便局に統合。

## 取扱内容
- 郵便、印紙、ゆうパック、内容証明
- 貯金、為替、振替、振込、国際送金、国債
- 生命保険、バイク自賠責保険
- ゆうちょ銀行ATM
- 柴田郡川崎町内（〒989-15xx）の一部地域の集配業務

## 周辺
- 川崎町役場
- 川崎町立川崎小学校
- 川崎町立川崎中学校
- 北川
- 宮城県道14号亘理大河原川崎線

## アクセス
- 宮城交通バス・ミヤコーバス 川崎中央停留所または川崎役場前停留所下車
- かわさき町民バス 役場前停留所下車
- 山形自動車道 宮城川崎ICから東へ約1.5km
- 宮城県道47号蔵王川崎線沿い
- 駐車場あり：5台